# Otto von Etzel

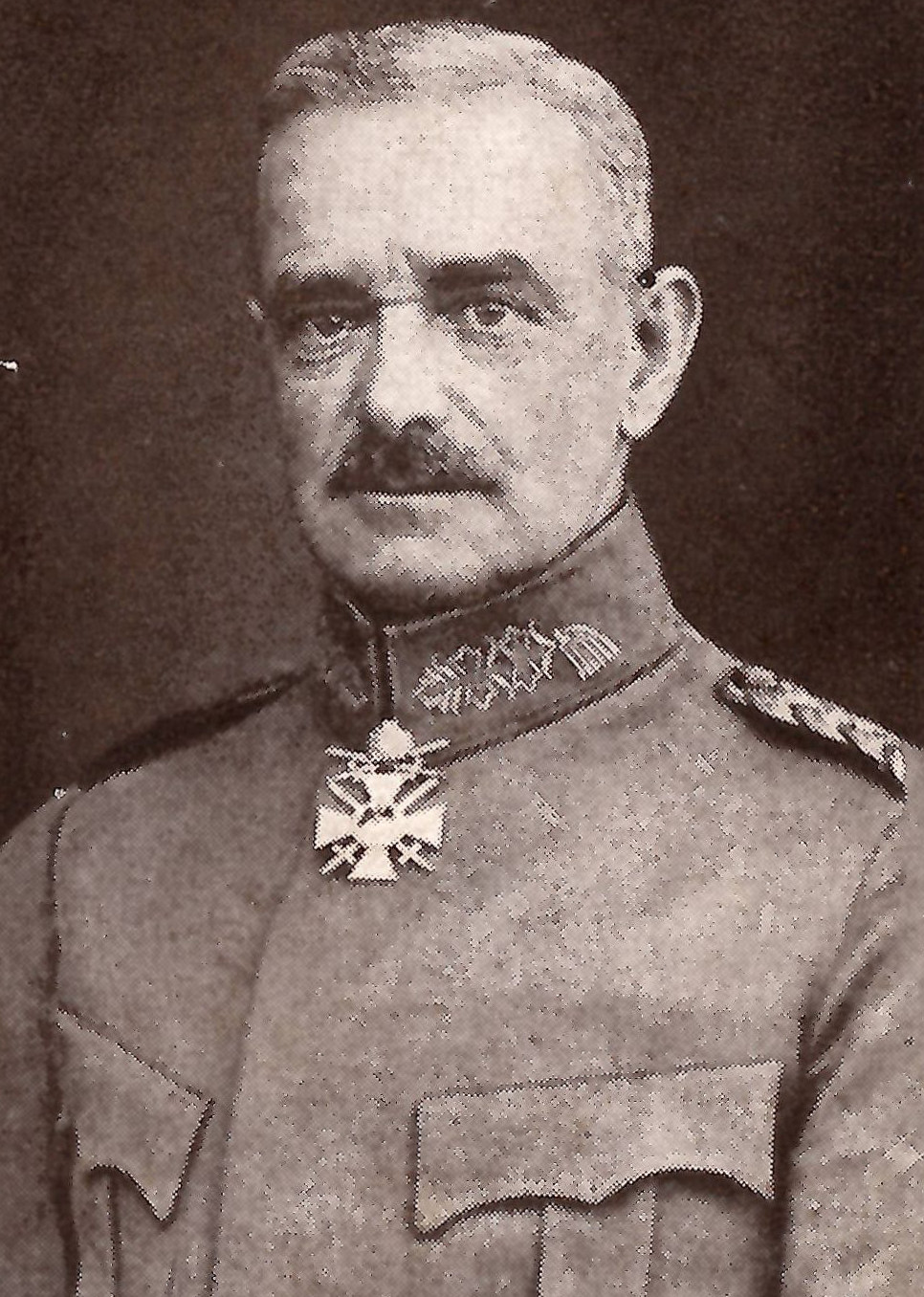
Otto von Etzel

Otto Franz Hermann Karl von Etzel (* 17. Mai 1860 in Naumburg (Saale); † 19. Dezember 1934) war ein preußischer Generalleutnant.

## Leben

### Herkunft
Otto war ein Sohn des preußischen Oberst Hermann von Etzel (1812–1883) und dessen Ehefrau Augusta, geborene Koch (1833–1875). Sein jüngerer Bruder war der spätere General der Kavallerie Günther von Etzel.

### Militärkarriere
Nach seinem Abitur trat Etzel trat am 16. März 1878 als Fahnenjunker in das 2. Garde-Regiment zu Fuß der Preußischen Armee ein und avancierte Mitte Oktober 1879 zum Sekondeleutnant. Mitte April 1884 trat er in das Seebataillon der Kaiserlichen Marine über, nahm im gleichen Jahr an Gefechten in Kamerun teil und erhielt für sein Wirken den Roten Adlerorden IV. Klasse mit Schwertern. Im August 1887 stieg Etzel zum Premierleutnant auf und kehrte im September 1888 mit der Anstellung im Königin Augusta Garde-Grenadier-Regiment Nr. 4 in die Preußische Armee zurück. Kurz darauf absolvierte er zur weiteren Ausbildung für drei Jahre die Kriegsakademie, wurde anschließend zum Großen Generalstab kommandiert und am 25. März 1893 unter Beförderung zum Hauptmann hierher versetzt. Daran schloss sich von Mitte Oktober 1893 bis Mitte Dezember 1895 eine Verwendung im Generalstab des XIV. Armee-Korps an. Etzel war dann Kompaniechef im Infanterie-Regiment Nr. 132, wurde Ende März in den Generalstab der Armee versetzt und kam Anfang Oktober 1898 in den Generalstab der 6. Division. In dieser Stellung avancierte er Ende März 1899 zum Major. Am 22. Mai 1899 wurde er Militärattaché an der Botschaft in Madrid und Lissabon. Ende November 1902 war Etzel als solcher an die deutsche Botschaft in Washington, D.C. tätig. Nach seiner Rückkehr nach Deutschland war er als Oberstleutnant Abteilungschef im Großen Generalstab und zugleich seit Mai 1906 als Direktionsmitglied der Kriegsakademie tätig. Etzel wurde Mitte Mai 1908 Oberst und war vom 22. März 1910 bis zum 19. Februar 1912 Kommandeur des Leibgarde-Infanterie-Regiments (1. Großherzoglich Hessisches) Nr. 115. Anschließend beauftragte man ihn zunächst mit der Führung der 75. Infanterie-Brigade in Allenstein. Unter Beförderung zum Generalmajor wurde er am 22. März 1912 zum Kommandeur dieses Großverbandes ernannt, bis man ihn am 2. November 1912 in Genehmigung seines Abschiedsgesuches mit Pension zur Disposition stellt. Anlässlich seiner Verabschiedung verlieh ihm Wilhelm II. den Roten Adlerorden II. Klasse mit Eichenlaub und Schwertern am Ringe.
Während des Ersten Weltkriegs wurde Etzel als z.D.-Offizier wiederverwendet. Er kommandierte ab dem 28. August 1916 die 206. Infanterie-Division an der Westfront, die zunächst an der Yser-Front in Flandern, dann an der Somme eingesetzt wurde. Im April 1917 kämpften seine Truppen im Rahmen der 7. Armee in der Zweiten Aisneschlacht. Im März 1918 nahm Etzels Division während der Frühjahrsoffensive im Rahmen des XXV. Reserve-Korps an der Durchbruchschlacht bei St. Quentin teil. Im Juni standen seine Truppen für den Gneisenau-Angriff als Reserve der 18. Armee im Raum Tergnier zum Vorgehen an die Matz bereit. Als Generalleutnant wurde Etzel 1919 in den Ruhestand versetzt.

### Familie
Aus seiner am 25. September 1912 in Berlin geschlossenen Ehe mit Margarete Mitzlaff (1878–1965) gingen die Söhne Joachim (1914–1949) und Herbert (1919–2004) hervor.